# 名古屋環境建設専門学校
名古屋環境建設専門学校（なごやかんきょうけんせつせんもんがっこう）は、愛知県名古屋市にある環境と建設に関する人材を育成する専修学校であった。運営主体は学校法人中西学園名古屋NSCカレッジ。
2007年（平成19年）、名古屋総合デザイン専門学校と統合し専門学校NSCデザイン工科カレッジとなった。

## 沿革
- 1983年（昭和58年） - 名古屋建築設備専門学校として開校。
- 1988年（昭和63年） - 名古屋建築土木専門学校と校名変更。
- 2003年（平成15年） - 緑化デザイン科開設。
- 2004年（平成16年） - 環境建設科に匠（たくみ）建築コースを開設。
- 2006年（平成18年） - リフォームデザイナーコース開設。
- 2007年（平成19年） - 名古屋総合デザイン専門学校と統合し専門学校NSCデザイン工科カレッジとなる。

## 関連校
- 名古屋総合デザイン専門学校 - 学科は、インテリアデザイン科・グラフィックデザイン科・エコデザイン科がある。